# Добрый медбрат
«Добрый медбрат» (англ. Good Nurse) — художественный фильм режиссёра Тобиаса Линдхольма. В главных ролях Джессика Честейн, Эдди Редмэйн и Ким Диккенс. В основу сценария, написанного Кристи Уилсон-Кэрнс, была положена одноимённая книга 2013 года Чарльза Грэбера.
Мировая премьера фильма состоялась на Международном кинофестивале в Торонто 11 сентября 2022 года, в отдельных кинотеатрах фильм был показан 19 октября 2022 года, а 26 октября 2022 года состоялся его релиз на Netflix. Фильм получил положительные отзывы критиков, которые похвалили игру Честейн и Редмэйна.

## Сюжет
Фильм рассказывает о преследовании и поимке американского серийного убийцы Чарльза Каллена, убившего более 300 пациентов в больницах Пенсильвании и Нью-Джерси, за свою 16-летнюю карьеру медбрата. Вплоть до ареста в 2003 году, он был на хорошем счету у начальства и примерным семьянином.

## В ролях
- Джессика Честейн — Эми Лонгрен
- Эдди Редмэйн — Чарльз Каллен
- Ннамди Асомуга — Дэнни Болдуин
- Ноа Эммерих — детектив-сержант Тим Браун
- Ким Диккенс — Линда Гарран
- Малик Йоба — Сэм Джонсон

## Производство
О работе над проектом стало известно в ноябре 2016 года, когда Тобиас Линдхольм стал режиссёром фильма, а Кристи Уилсон-Кэрнс написала сценарий. Первоначально прокатом фильма должна была заниматься компания Lionsgate, но Netflix выкупила права на распространение фильма за 25 миллионов долларов. В августе 2018 года Джессика Честейн и Эдди Редмэйн получили роли в фильме. В марте 2021 года к актерскому составу присоединился Ннамди Асомуга, а в апреле к ним присоединились Ноа Эммерих и Ким Диккенс.
Съемки фильма начались 12 апреля 2021 года в Стэмфорде.